# 莱克莱苏布瓦
莱克莱苏布瓦（法語：Les Clayes-sous-Bois，法語發音：[le klɛ su bwa] ⓘ）是法国中北部法蘭西島大區伊夫林省的一个市镇，是法国国家新城伊夫林地区圣康坦的一部分。

## 地理
莱克莱苏布瓦（48°49'14"N, 1°59'1"E）面积6.11 平方千米，位于法国法蘭西島大區伊夫林省，巴黎市中心以西26.7 km（16.6 mi）
与莱克莱苏布瓦接壤的市镇（或旧市镇、城区）包括：布瓦达尔西、沙沃奈、普莱西尔、特拉普、维勒普勒。
莱克莱苏布瓦的时区为UTC+01:00、UTC+02:00（夏令时）。

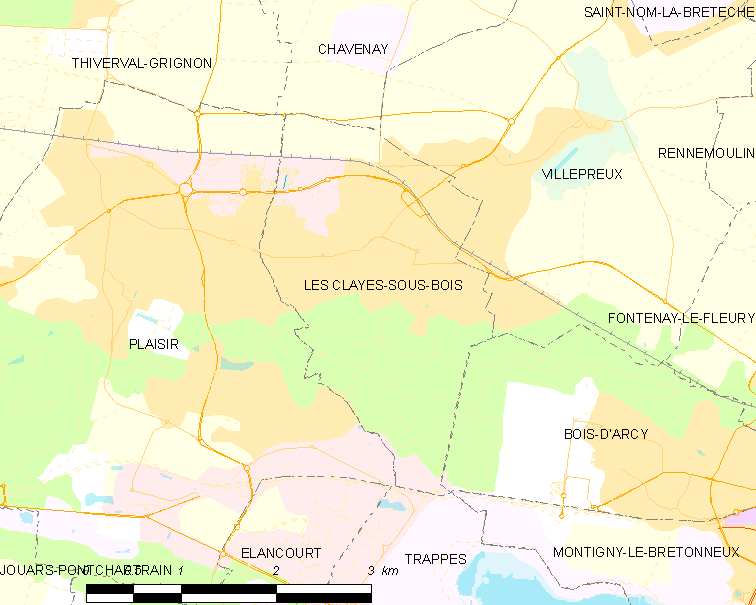
莱克莱苏布瓦的OSM定位图

## 行政
莱克莱苏布瓦的邮政编码为78340，INSEE市镇编码为78165。

## 政治
莱克莱苏布瓦所属的省级选区为普莱西尔县。

## 人口

1962-2008年间莱克莱苏布瓦人口变化图示

莱克莱苏布瓦于2022年1月1日时的人口数量为16940人。